# Dek (Insel)
Dek (amharisch ደቅ ደሴት Däq Däset) ist die größte Insel im Tanasee in Äthiopien. Die Insel ist 16 km² groß. Auf ihr leben ca. 5000 Einwohner. Die Insel bildet eine Kebele. Diese gehört zur Woreda Bahir Dar Zuria in der Zone Mirab Gojjam (West-Gojjam) in der Region Amhara. 
Auf Dek befinden sich die Dörfer Gurer, Narga, Korebet, Kota, Woba, Gadena, Kola und Zibed. Hauptort ist Gurer im Südwesten der Insel. Es gibt zwei achtklassige Schulen: die Dek-Primärschule (in Woba) und die kleinere Gurer-Primärschule. Die Sekundärschule befindet sich auf dem Festland in Bahir Dar. 
Die Fähre Bahir Dar–Gorgora der Lake Tana  Transport Enterprise (LTTE) läuft Dek an und verbindet sie mit dem Festland.  
Auf Dek befinden sich mehrere Kirchen der Äthiopisch-Orthodoxen Kirche: Narga Selassie, Kidist Arsema, Kotamariam, Zibed Medehanyalem, Djoga Yohannes und Gadena Giorgi.
Die kleine Insel Daga mit dem Kloster Daga Estifanos (ደጋ እስጢፋኖስ) ist Dek südöstlich vorgelagert. 